# عملیات ایچی-گو
عملیات ایچی-گو (ژاپنی: 一号作戦) (که با نام عملیات شماره یک نیز شناخته میشود) یک عملیات نظامی در استان هنان، هونان و استان گوانگشی در جمهوری چین بود که توسط ارتش امپراتوری ژاپن از ۱۹ آوریل تا ۳۱ دسامبر ۱۹۴۴ صورت گرفت.از اهداف اصلی این عملیات تصرف بخشی از خاک هندوچین فرانسه و تصرف پایگاه‌های هوایی در جنوب شرق چین بود که ارتش ایالات متحده آمریکا از آن‌ها به‌منظور حمله هوایی به خاک امپراتوری ژاپن استفاده می‌کرد.